# Nagurus
Nagurus är ett släkte av kräftdjur. Nagurus ingår i familjen Trachelipodidae.

## Dottertaxa tillNagurus, i alfabetisk ordning[1]
- Nagurus acutitelson
- Nagurus aegaeus
- Nagurus alticolus
- Nagurus carinatus
- Nagurus cristatus
- Nagurus cubanocolens
- Nagurus declivus
- Nagurus emarginata
- Nagurus gotoensis
- Nagurus gracillimus
- Nagurus havelocki
- Nagurus hermonensis
- Nagurus insularum
- Nagurus izuharaensis
- Nagurus kensleyi
- Nagurus latitracheata
- Nagurus lavis
- Nagurus lombocensis
- Nagurus longiflagellatus
- Nagurus manangus
- Nagurus matekini
- Nagurus modestus
- Nagurus nakadoriensis
- Nagurus nanus
- Nagurus onisciformis
- Nagurus pallida
- Nagurus pallidus
- Nagurus rhodiensis
- Nagurus sundaicus
- Nagurus tahitiensis
- Nagurus teretifrons
- Nagurus tumidus
- Nagurus vandeli
- Nagurus vannamei
- Nagurus verhoeffi
- Nagurus ziegleri